# دریلوندرسپیتزه
دریلوندرسپیتزه (به لاتین: Dreiländerspitze) یک کوه در سوئیس است که در گاشورن واقع شده‌است. دریلوندرسپیتزه ۳٬۱۹۷ متر بالاتر از سطح دریا واقع شده‌است.